# 통안어과
통안어과(Opisthoproctidae)는 샛멸목에 속하는 조기어류과의 하나이다. 심해에서 사는 작은 물고기로 대서양과 태평양 그리고 인도양의 열대 및 온대 해역에서 발견된다. 통 모양의 눈을 갖고 있어 통안어(Barreleyes, Spooky, spook fish)라는 이름이 붙여졌다. 이 물고기는 2개씩 달린 총 2쌍의 눈을 가졌으며, 아래쪽에 달린 눈이 작은 거울을 이용해 적은 양의 빛을 모아 컴컴한 심해에서 시야를 확보한다는 사실이 최근에 밝혀졌다.

## 하위 속
통안어과 분류는 다음과 같다.
- Opisthoproctus
  - O. soleatus
  - O. grimaldii
- Macropinna
  - M. microstoma
- Rhynchohyalus
  - R. natalensis
- Winteria
  - W. telescopa
- Bathylychnops
  - B. brachyrhynchus
  - B. chilensis
  - B. exilis
- Dolichopteroides
  - D. binocularis
- Dolichopteryx
  - D. anascopa
  - D. longipes
  - D. minuscula
  - D. andriashevi
  - D. pseudolongipes
  - D. parini
  - D. rostrata
  - D. trunovi
  - D. vityazi
- Ioichthys
  - I. kashkini